# Liste des communes de la province de León

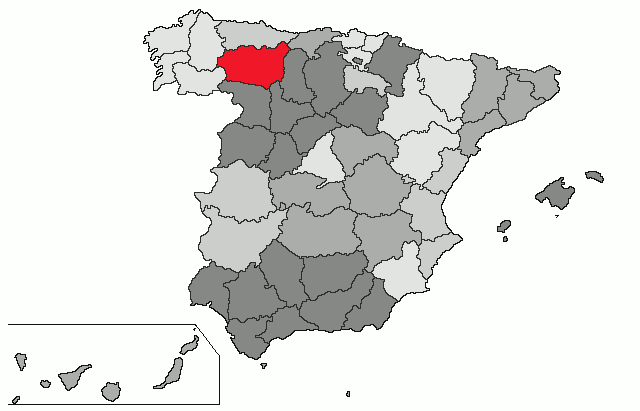
Localisation de la province de León

Carte des communes de la province de León

Liste des 211 communes de la province de León dans la communauté autonome de Castille-et-León en Espagne.

## Liste
| Commune                       | Population (2002) |
| ----------------------------- | ----------------- |
| Acebedo                       | 282               |
| Algadefe                      | 344               |
| Alija del Infantado           | 949               |
| Almansa                       | 701               |
| La Antigua                    | 606               |
| Ardón                         | 705               |
| Arganza                       | 878               |
| Astorga                       | 12.329            |
| Balboa                        | 440               |
| La Bañeza                     | 10.227            |
| Barjas                        | 370               |
| Los Barrios de Luna           | 340               |
| Bembibre                      | 10.486            |
| Benavides                     | 3.032             |
| Benuza                        | 787               |
| Bercianos del Páramo          | 821               |
| Bercianos del Real Camino     | 208               |
| Berlanga del Bierzo           | 416               |
| Boca de Huérgano              | 593               |
| Boñar                         | 2.513             |
| Borrenes                      | 484               |
| Brazuelo                      | 349               |
| El Burgo Ranero               | 914               |
| Burón                         | 394               |
| Bustillo del Páramo           | 1.760             |
| Cabañas Raras                 | 1.293             |
| Cabreros del Río              | 552               |
| Cabrillanes                   | 1.095             |
| Cacabelos                     | 4.816             |
| Calzada del Coto              | 300               |
| Campazas                      | 153               |
| Campo de Villavidel           | 310               |
| Camponaraya                   | 3.256             |
| Candín                        | 423               |
| Cármenes                      | 411               |
| Carracedelo                   | 3.560             |
| Carrizo de la Ribera          | 2.679             |
| Carrocera                     | 599               |
| Carucedo                      | 660               |
| Castilfalé                    | 102               |
| Castrillo de Cabrera          | 177               |
| Castrillo de la Valduerna     | 220               |
| Castrocalbón                  | 1.322             |
| Castrocontrigo                | 1.119             |
| Castropodame                  | 1.866             |
| Castrotierra de Valmadrigal   | 151               |
| Cea                           | 696               |
| Cebanico                      | 234               |
| Cebrones del Río              | 659               |
| Cimanes de la Vega            | 658               |
| Cimanes del Tejar             | 1.007             |
| Cistierna                     | 4.205             |
| Congosto                      | 1.753             |
| Corbillos de los Oteros       | 272               |
| Corullón                      | 1.190             |
| Crémenes                      | 919               |
| Cuadros                       | 1.730             |
| Cubillas de los Oteros        | 208               |
| Cubillas de Rueda             | 624               |
| Cubillos del Sil              | 1.487             |
| Chozas de Abajo               | 2.071             |
| Destriana                     | 804               |
| Encinedo                      | 1.004             |
| La Ercina                     | 692               |
| Escobar de Campos             | 77                |
| Fabero                        | 5.632             |
| Folgoso de la Ribera          | 1.297             |
| Fresno de la Vega             | 664               |
| Fuentes de Carbajal           | 125               |
| Garrafe de Torío              | 1.158             |
| Gordaliza del Pino            | 346               |
| Gordoncillo                   | 573               |
| Gradefes                      | 1.288             |
| Grajal de Campos              | 295               |
| Gusendos de los Oteros        | 195               |
| Hospital de Órbigo            | 1.116             |
| Igüeña                        | 1.851             |
| Izagre                        | 254               |
| Joarilla de las Matas         | 425               |
| Laguna Dalga                  | 916               |
| Laguna de Negrillos           | 1.454             |
| León                          | 135.794           |
| Lucillo                       | 500               |
| Luyego                        | 943               |
| Llamas de la Ribera           | 1.179             |
| Magaz de Cepeda               | 506               |
| Mansilla de las Mulas         | 1.779             |
| Mansilla Mayor                | 420               |
| Maraña                        | 172               |
| Matadeón de los Oteros        | 289               |
| Matallana de Torío            | 1.624             |
| Matanza                       | 290               |
| Molinaseca                    | 769               |
| Murias de Paredes             | 606               |
| Noceda del Bierzo             | 873               |
| Oencia                        | 468               |
| Las Omañas                    | 427               |
| Onzonilla                     | 1.507             |
| Oseja de Sajambre             | 331               |
| Pajares de los Oteros         | 339               |
| Palacios de la Valduerna      | 524               |
| Palacios del Sil              | 1.440             |
| Páramo del Sil                | 1.698             |
| Peranzanes                    | 334               |
| Pobladura de Pelayo García    | 542               |
| La Pola de Gordón             | 4.803             |
| Ponferrada                    | 64.010            |
| Posada de Valdeón             | 504               |
| Pozuelo del Páramo            | 605               |
| Prado de la Guzpeña           | 160               |
| Priaranza del Bierzo          | 926               |
| Prioro                        | 447               |
| Puebla de Lillo               | 693               |
| Puente de Domingo Flórez      | 1.943             |
| Quintana del Castillo         | 1.099             |
| Quintana del Marco            | 531               |
| Quintana y Congosto           | 760               |
| Regueras de Arriba            | 384               |
| Reyero                        | 157               |
| Riaño                         | 584               |
| Riego de la Vega              | 1.089             |
| Riello                        | 962               |
| Rioseco de Tapia              | 543               |
| La Robla                      | 4.932             |
| Roperuelos del Páramo         | 774               |
| Sabero                        | 1.723             |
| Sahagún                       | 3.036             |
| San Adrián del Valle          | 143               |
| San Andrés del Rabanedo       | 25.288            |
| San Cristóbal de la Polantera | 1.036             |
| San Emiliano                  | 848               |
| San Esteban de Nogales        | 320               |
| San Justo de la Vega          | 2.196             |
| San Millán de los Caballeros  | 196               |
| San Pedro Bercianos           | 375               |
| Sancedo                       | 567               |
| Santa Colomba de Curueño      | 627               |
| Santa Colomba de Somoza       | 442               |
| Santa Cristina de Valmadrigal | 354               |
| Santa Elena de Jamuz          | 1.370             |
| Santa María de la Isla        | 665               |
| Santa María de Ordás          | 398               |
| Santa María del Monte de Cea  | 355               |
| Santa María del Páramo        | 3.163             |
| Santa Marina del Rey          | 2.507             |
| Santas Martas                 | 980               |
| Santiago Millas               | 323               |
| Santovenia de la Valdoncina   | 1.740             |
| Sariegos                      | 3.085             |
| Sena de Luna                  | 483               |
| Sobrado                       | 499               |
| Soto de la Vega               | 1.961             |
| Soto y Amío                   | 1.064             |
| Toral de los Guzmanes         | 678               |
| Toral de los Vados            | 2.247             |
| Toreno                        | 4.053             |
| Torre del Bierzo              | 3.011             |
| Trabadelo                     | 520               |
| Truchas                       | 714               |
| Turcia                        | 1.260             |
| Urdiales del Páramo           | 663               |
| Val de San Lorenzo            | 727               |
| Valdefresno                   | 1.824             |
| Valdefuentes del Páramo       | 417               |
| Valdelugueros                 | 439               |
| Valdemora                     | 113               |
| Valdepiélago                  | 402               |
| Valdepolo                     | 1.553             |
| Valderas                      | 2.067             |
| Valderrey                     | 626               |
| Valderrueda                   | 1.205             |
| Valdesamario                  | 258               |
| Valdevimbre                   | 1.155             |
| Valencia de Don Juan          | 4.141             |
| Valverde de la Virgen         | 4.309             |
| Valverde-Enrique              | 207               |
| Vallecillo                    | 162               |
| La Vecilla                    | 434               |
| Vega de Espinareda            | 2.834             |
| Vega de Infanzones            | 865               |
| Vega de Valcarce              | 850               |
| Vegacervera                   | 343               |
| Vegaquemada                   | 509               |
| Vegas del Condado             | 1.342             |
| Villablino                    | 13.336            |
| Villabraz                     | 139               |
| Villadangos del Páramo        | 995               |
| Villademor de la Vega         | 443               |
| Villafranca del Bierzo        | 3.682             |
| Villagatón                    | 815               |
| Villamandos                   | 412               |
| Villamanín                    | 1.241             |
| Villamañan                    | 1.335             |
| Villamartín de Don Sancho     | 177               |
| Villamejil                    | 962               |
| Villamol                      | 237               |
| Villamontán de la Valduerna   | 1.068             |
| Villamoratiel de las Matas    | 174               |
| Villanueva de las Manzanas    | 576               |
| Villaobispo de Otero          | 685               |
| Villaornate y Castro          | 513               |
| Villaquejida                  | 1.066             |
| Villaquilambre                | 10.046            |
| Villarejo de Órbigo           | 3.356             |
| Villares de Órbigo            | 904               |
| Villasabariego                | 1.245             |
| Villaselán                    | 297               |
| Villaturiel                   | 1.798             |
| Villazala                     | 1.025             |
| Villazanzo de Valderaduey     | 688               |
| Zotes del Páramo              | 637               |

## Communes disparues
- Vegamián, commune noyée dans un lac de barrage en 1969.

### Sources
- (es) Instituto Nacional de Estadistica
  - (es) Instituto Nacional de Estadistica, « Superficie, population (données non corrigées), densité : province de León », sur www.ine.es (consulté le 15 août 2014)
  - (es) Instituto Nacional de Estadistica, « Données officielles de population résultant de la révision du recensement municipal au 1er janvier 2013 : province de León (données de population corrigées) », sur www.ine.es, 1er janvier 2013 (consulté le 15 août 2014)
- (es) Varaciones de los municipios de España desde 1842, Ministerio de administraciones públicas, octobre 2008, 364 p. (lire en ligne) [PDF]